# ぎふチャンNEWS FIVE
『ぎふチャンNEWS FIVE』（ぎふチャンニュース・ファイブ）はぎふチャンで2010年4月5日から2011年4月1日まで放送していたニュース番組である。2010年4月2日までは『ぎふチャンワイド タワー43』内で岐阜県内ニュースを伝えていたが、同番組を『ぎふチャン情報FRESH!』に改め、ニュースと情報ワイドを切り離す編成となった。また、同日よりテレビ東京制作の『NEWS FINE』を内包する形になる。
2011年4月4日からは後継番組である『NEWS 5 PLUS』が開始された。

## 放送時間
- 月曜日～金曜日 16:50～17:30
  - 表記上は16:50開始に変更となっているが、実際は16:51開始のままである（16:49～16:51の天気予報が廃止になった）。
  - 2010年7月2日までは16:51～17:30

## 司会
尾藤すみれ（ぎふチャンアナウンサー）

## 主な内容
- 16:50　オープニング、本日伝えるニュース項目を一覧で紹介。
- 16:52～17:13テレビ東京制作『NEWS FINE』
- 岐阜県内のニュース（主に2～3項目伝える）
- STEP FC岐阜…FC岐阜の試合の模様をハイライトで紹介する（主に試合翌日の月曜に放送）。
- 記者の目…岐阜新聞の記事から担当者が解説をする。「ぎふチャンワイドタワー43」から引き続き、岐阜新聞本社又はひだ高山総務局と中継を結ぶ。
- 天気予報
- 明日の岐阜県内の予定を紹介
- 当日放送の『ぎふチャン情報FRESH!』の予告

## 備考
- 2010年6月2日は鳩山総理退陣に伴い『NEWS FINE』の全国ネット部分が30分拡大。岐阜放送でも拡大に対応したため、ローカル部分の放送は17:42～18:00となった。このため、17:30～18:00放送の『トランスフォーマー アニメイテッド』は休止となった。
- 2010年6月4日は当日行われた民主党代表選挙関連及び菅総理誕生に関する報道のため、『NEWS FINE』の全国ネット部分が30分拡大。岐阜放送でも拡大に対応したため、ローカル部分の放送は17:42～18:00となった。このため、17:30～18:00放送の『19borders』は休止となった。
- 2011年3月11日は同日発生した東北地方太平洋沖地震関連のため、テレビ東京からのネットを大幅拡大した（24：10頃までネット、24:10頃～24:15にローカルニュース）。
- 2011年3月14日は東北地方太平洋沖地震関連情報を伝えるため、『NEWS FINE』の全国ネット部分が30分拡大。岐阜放送でも拡大に対応したため、ローカル部分の放送は17:42～18:00となった。